# Oskar West
Oskar West, född 1 juli 1895 i Frändefors, Dalsland, död 1959 i Vänersborg, var en svensk bryggmästare, tecknare och målare. 
West var som konstnär autodidakt och har blivit känd genom sina efterlämnade tavlor med stadsmotiv från Vänersborg förutom stadsmotiv lär han flera av stadens människor passera revy i sina många teckningar och akvareller. West var representerad i utställningen Så var det förr som visades på Vänersborgs museum där han för övrigt är rikt representerad med teckningar.